# ヘンリー・ミラー
ヘンリー・ヴァレンタイン・ミラー（Henry Valentine Miller, 1891年12月26日 - 1980年6月7日）は、アメリカ合衆国の小説家。

## 来歴
- 1891年　ニューヨーク州ニューヨーク市マンハッタン区にカトリックのドイツ系アメリカ人の家で生まれた。父親は仕立て職人。1892年、　一家はブルックリン区ウィリアムズバーグ転居し、1900年まで過ごした。
- 1901年　ブルックリンのブシウィック地区（英語版）の「幼き日の悲しみの通り」（デカター通り）に移転。
- 1907年　ブルックリンの東部地区高校（英語版）で初恋の少女コーラ・シーワードと知り合う。
- 1909年　ニューヨーク市立大学シティカレッジに入学したが、教育方針に反感を覚え、2ヶ月で中退。ニューヨーク市内のアトラス・ポートランド・セメント会社に就職。この後厳しい体育訓練に打ち込む。
- 1910年　母親ほども年齢の違う年上の女性ポーリン・チャウトウとの情事がはじまる。
- 1913年　西部を旅行し、農場で臨時雇いとしてはたらく。サンディエゴで著名な無政府主義者エンマ・ゴードマンに会い、人生の転機となる。
- 1914年　ニューヨークに戻り、父親の仕立て業を手伝う。そこでフランク・ハリスと会う。
- 1917年　ブルックリンのピアニスト、ビアトリス・シルヴァス・ウィケンズ(Beatrice Sylvas Wickens)と婚約。
- 1920年、ニューヨークのウェスタン・ユニオン電信会社（英語版）にメッセンジャーとして入社、のち雇用主任となる。1922年、会社から3週間の休暇をもらい、処女作『切られた翼』(Clipped Wings)を執筆。
- 1923年、ブロードウェイのダンスホールで働くジューン・マンスフィールド（英語版）と恋に落ちる。翌年、作家として立つ決意でウェスタン・ユニオン電信会社を退社。最初の妻ビアトリスと離婚し、ジューンと結婚。
- 1925年　貧困とたたかいながら創作に専念。散文詩を売り歩く。
- 1927年　ジューンとグリニッジヴィレッジでもぐり酒場をひらく。クィーンズ地区の公園課で働く傍ら、将来執筆予定の自伝的大河小説の構想を練る。水彩画の個展を開く。
- 1928年　ジューンの崇拝者からせしめた金で、ジューンと1年間ヨーロッパ旅行。
- 1929年　ニューヨークにもどり、小説『この異教的な世界』(This Gentile World)を完成。
- 1930年　新作小説の原稿をたずさえ、単身で再びヨーロッパに。しかし、この原稿は編集者によって紛失。スペインに行く予定だったが、ロンドンにしばらく滞在ののち、パリに腰を落ち着ける。アルフレッド・ペルレス(Alfred Perlès)と親交を結ぶ。
- 1931年　作家アナイス・ニンと出会う。
- 1932年　浮浪者生活をおくりながら、『北回帰線』の執筆にかかる。シカゴ・トリビューン紙パリ版の校正係としてはたらく。冬のあいだディジョンにあるリセ・カルノで英語教師をつとめる。
- 1933年　ペルレスとともにクリシーにアパートを借り、2人でルクセンブルクに旅行。『黒い春』の時代。実り多く、喜びも大きかった。ローレンス論を書き始めたが、未完におわる。ジューンはヨーロッパを訪れるが、短い滞在のののち離婚をもとめて帰国。
- 1934年　ヴィラ・スーラに移転。『北回帰線』オベリスク社（英語版）より出版される。代理人をたて、メキシコシティでジューンと離婚。
- 1935年　『ニューヨーク往復』(Aller Retour New York)オベリスク社より出版。
- 1936年　3ヶ月ほどニューヨークに。『黒い春』オベリスク社より出版。
- 1937年　ロレンス・ダレルとの歴史的な出会い。ペルレスを訪問のため、数週間ロンドンに。T・S・エリオット、ディラン・トマスらと会う。
- 1938年　『マックスと白い食菌細胞』(Max and the White Phagocytes)をオベリスク社より出版。
- 1939年　『南回帰線』をオベリスク社より出版。6月、ヴィラ・スーラを出て休暇旅行に出発。南フランスを旅行ののち、ギリシアに向かい、コルフ島のダレル家を訪れる。アテネを中心にギリシア各地を旅行。第二次世界大戦宣戦布告の翌日、オベリスク社社長ジャック・カヘイン（英語版）の死去により定収入の道がとだえる。
- 1940年　ニューヨークにもどり、シャーウッド・アンダーソン、ジョン・ドス・パソスに会う。『マルーシの巨像』『性の世界』『クリシーの静かな日々』を執筆、『ばら色の十字架』にとりかかる。10月20日から約1年間、画家エイブラハム・ラットナーとアメリカ各地を旅行。
- 1941年　ミシシッピーに滞在中、父親が死去。急いでニューヨークに戻る。6月、カリフォルニアに。ロサンゼルスのビヴァリー・グレンにおちつき、1944年まで住む。
- 1943年　二、三百枚にのぼる水彩画を描き、ハリウッドのアメリカ現代画廊で個展を開催、好評を博す。
- 1944年　サンタ・バーバラ美術館、およびロンドンで水彩画の個展。10月、母親の病気のため、ブルックリンへ呼び戻される。12月、コロラド州デンヴァーで、ジャナイナ・M・レプスカ(Janina Martha Lepska)と3度目の結婚。ビッグ・サーに移転。アメリカでの最初の真の住まい。『戦後の日曜日』(Sunday After the War)をニューディレクションズ社より出版。
- 1945年　パーティングトン・リッジの丸太小屋で『セクサス』完成。ランボーの『地獄の季節』の翻訳に取りかかるも完成せず。女児ヴァレンタイン誕生。『冷房装置の悪夢』をニューディレクションズ社より出版。
- 1946年　ランボー論『暗殺者の時』(The Time of Assassins)の執筆に取りかかる。『南回帰線』フランス語版。
- 1947年　『プレクサス』の執筆を始める。『追憶の追憶』をニューディレクションズ社より出版。
- 1948年　スティーブン・スペンダー（英国の詩人・文芸評論家）、写真家ブレッソン来訪。『The Smile at the Foot of the Ladder』完成。男児トーニー誕生。
- 1949年　『プレクサス』脱稿。『わが読書』(The Books in My Life)の執筆にかかる。『セクサス』上下2巻、オベリスク社より出版。
- 1951年　レプスカと別居。子どもらは彼女が引き取りロサンゼルスに住む。『わが読書』完成。
- 1952年　4月1日、イーヴ・マックリュア（Eve McClure）があらわれ、同居。『ネクサス』執筆開始。ジャナイナ・レプスカと離婚。12月29日、イーヴとヨーロッパ旅行に出発。『プレクサス』フランス語版をパリで出版。
- 1953年　ヨーロッパ各地を旅行。旧友を訪ね、8月末ビッグ・サーにもどる。12月29日、イーヴ・マックリュアと結婚。『プレクサス』上下2巻、オベリスク社より出版。
- 1954年　『わが友ヘンリー・ミラー』[1](My Friend Henry Miller)執筆のために、アルフレッド・ペルレス来訪。日本において水彩画の移動展示会。『ビッグ・サーとヒエロニムス・ボッシュ』(Big Sur and Oranges of Hieronymus Bosch)執筆開始。
- 1955年、最初の結婚による娘バーバラ・サンフォード来訪、30年ぶりの対面。『ビッグ・サーとヒエロニムス・ボッシュ』私家版で出版。
- 1956年　1月、危篤の母親を見舞いに、イーヴとブルックリンに。3月、母親の死去により、妹ロレッタをともないビッグ・サーにかえる。『暗殺者の時』英語版、ニューディレクションズ社より出版。
- 1957年　15年間行方の知れなかった『クリシーの静かな日々』の原稿を発見、書き直す。パリのオリンピア・プレスより出版のため、『性の世界』も全面改訂。ロンドン、エルサレム、テル・アヴィヴで水彩画個展。オスロの裁判所あてに『セクサス』裁判についての抗議声明を送る。アメリカ芸術院会員に選ばれる。
- 1959年　オスロ市裁判所にあてて、『読書の自由の擁護』と題する抗議書簡をふたたび送る。4月、『ネクサス』脱稿。イーヴと子供たちをつれてヨーロッパに。8月、ビッグ・サーにもどる。
- 1960年　『ネクサス』前篇、オベリスク社より出版。カンヌ映画祭審査員としてヨーロッパに。パリで数ヶ月を過ごしたのち、ドイツ、イタリアなどを旅行。
- 1961年　ドイツ、オーストリア、スイス、イタリア、ポルトガル、スペインを旅行。ニューヨークのグローヴ・プレス社より、輸入禁止になっていた『南回帰線』『北回帰線』のアメリカ版発売。
- 1962年　『ネクサス』後篇の執筆を開始。ペルレス夫妻とアイルランド旅行。6月、イーヴとの離婚成立。『南回帰線』『北回帰線』イタリア語版（スイスより）出版。『北回帰線』フィンランド語版出版、ただちに発禁処分。ヘブライ語版『北回帰線』もでる。ローレンス・ダレルとの『往復書簡集』ダットン社より出版。『北回帰線』映画化契約成立。最初の戯曲作品『ハリーに夢中』(Just Wild About Harry)をニューディレクションズ社より出版。
- 1965年　3人目の妻イーヴ死去。オペラ『梯子の下の微笑』をハンブルクで上演し成功に終える。『アナイス・ニンへの手紙』(Letters to Anais Nin)ニューヨークのG・P・ブットナムズ・サンズ社より刊行。
- 1967年　ロバート・スナイダーにより映画『ヘンリー・ミラー・オデッセイ』撮影始まる。9月10日、ビヴァリー・ヒルズで、ホキ徳田と結婚、パリに新婚旅行。
- 1968年　3月、パソフィック・パリセイズにローレンス・ダレル来訪。日本各地で水彩画展。
- 1969年　映画『ヘンリー・ミラー・オデッセイ』完成、カリフォルニア大学ロサンゼルス校ロイス・ホールで特別試写会。6月、映画『北回帰線』の進捗状況視察のためにヨーロッパに。
- 1970年　映画『北回帰線』と『クリシーの静かな日々』、アメリカ国内で封切り。

1931年、シカゴ・トリビューンでの仕事を得る。職業を転々としたのち、ヨーロッパを放浪。1934年、自伝的小説『北回帰線』をパリにて発表。しかし本国アメリカでは、その奔放な性表現により発禁になる（1964年、連邦最高裁にて「猥褻文書ではない」とする判決が下された）。
現在ミラーの関連資料はカリフォルニア大学ロサンゼルス校に所蔵されている。

## 女性遍歴
女性遍歴が豊富なことでも知られている。結婚は5回している。最後の妻だったホキ徳田は、本人からは8人目の妻と聞いていたという。
中でも2番目の妻、ジューン・ミラーは作家としてのヘンリー・ミラーにもっとも影響を与えた女性で、パリ時代に夫婦ともに交流のあったアナイス・ニンの日記をもとに、映画『ヘンリー&ジューン/私が愛した男と女』も作られている。ジューンはブコビナ生まれ、ニューヨーク育ちのルーマニア人と言われている。ミラーと知り合ったときはタクシー・ダンサー（ダンスホールに常駐して、一曲ごとに金をもらって男性客のダンスの相手をする女性）だった。1924年に結婚し、1934年に離婚。
ホキ徳田との結婚は、ミラーが75歳の1967年で、50歳近い年齢差があったことから、遺産目当てと目されて欧米では批判的な記事が踊った。あるパーティで徳田を見染めたミラーは、ロスの日本料理店でピアノを弾いていた徳田のもとに通い詰めた。膨大な数の熱烈なラブレターを徳田に送り続けたが、徳田自身は、単に日本女性を自分の恋愛コレクションに加えたいだけのようだったとインタビューに答えている。徳田の滞在ビザが切れそうになったのをきっかけに、寝室は別にすることと友人の同居を条件に、徳田が結婚を承諾。3年で別居したが、離婚したのは1978年である。300通にのぼるミラーからのラブレターは、当初徳田がミラーに興味がなかったことと英語の問題で未開封のものもあったが、のちに本としてまとめられた。手紙の実物は徳田の生活費のために売却された。

## ヘンリー・ミラーと三島由紀夫
1970年11月25日、三島由紀夫が市ヶ谷の陸上自衛隊駐屯地に立てこもり、割腹自殺を遂げた事件(いわゆる三島事件)をみてこう語っている。
「三島は高度の知性に恵まれていた。その三島ともあろう人が、大衆の心を変えようと試みても無駄だということを認識していなかったのだろうか」
「かつて大衆の意識変革に成功した人はひとりもいない。アレクサンドロス大王も、ナポレオンも、仏陀も、イエスも、ソクラテスも、マルキオンも、その他ぼくの知るかぎりだれひとりとして、それには成功しなかった。人類の大多数は惰眠を貪っている。あらゆる歴史を通じて眠ってきたし、おそらく原子爆弾が人類を全滅させるときにもまだ眠ったままだろう」
「彼らを目ざめさせることはできない。大衆にむかって、知的に、平和的に、美しく生きよと命じても、無駄に終るだけだ」

## 作品
※著作集は、新潮社「全集」（全13巻、1965-1971年）が、新訳で水声社「ヘンリー・ミラー・コレクション」（全16巻、2004-2019年）が刊行。
- 北回帰線 (1934年/Tropic of Cancer)
  - 大久保康雄訳、新潮社 1953　のち文庫（改版2005）、全集1
  - 本田康典訳、ヘンリー・ミラー・コレクション1 水声社 2004
- 南回帰線 (1939年/Tropic of Capricorn)
  - 大久保康雄訳、河出書房新社 1966　のち新潮文庫、全集2
  - 谷口陸男訳、中央公論社 1969（世界の文学）
  - 清水康雄訳 角川文庫（完訳） 1971
  - 河野一郎訳、講談社 1971　のち文庫、文芸文庫 2001
  - 幾野宏訳　集英社、1969（世界文学全集） のち新版
  - 松田憲次郎訳　ミラー・コレクション2 水声社 2004
- 薔薇色の十字架1 セクサス (1949年/Sexus)
  - 木屋太郎訳　ロゴス社 1953
  - 大久保康雄訳　新潮社 1954　のち文庫・全集3
  - 谷口徹訳　高風館 1955
  - 河野一郎訳「ネクサス」集英社 1965（世界文学全集） のち新版
  - 井上健訳、ミラー・コレクション6 水声社 2010
- 薔薇色の十字架2 プレクサス (1953年/Plexus)
  - 大久保康雄訳、新潮社、1966（全集4）
  - 武舎るみ訳、ミラー・コレクション7 水声社 2010
- 愛と笑いの夜 (1955年/Nights of Love and Laughter)。中短編作品集
  - 吉行淳之介訳、河出書房、1968　のち角川文庫、福武文庫
  - 母　小林美智代訳、ミラー・コレクション11 水声社 2013
- 薔薇色の十字架3 ネクサス (1960年/Nexus)
  - 河野一郎訳　講談社、1965
  - 大久保康雄訳、新潮社、1967（全集5）
  - 田澤晴海訳、ミラー・コレクション8 水声社 2010
- 梯子の下の微笑 (1948年/The Smile at the Foot of the Ladder)。短編作品集
  - 大久保康雄訳、新潮社、1954
  - クリシーの静かな日々　大久保康雄訳、筒井正明訳、新潮社、1971（全集6）
　他は梯子の下の微笑・マリナンのマーラ・蜂鳥のごとくじっと立て
  - クリシーの静かな日々 小林美智代・田澤晴海・飛田茂雄訳、ミラー・コレクション4　水声社 2004。短編7篇
- 宇宙的な眼 (1939年/The Cosmological Eye)
  - 宮本陽吉訳　新潮社、1968（全集7）
- マルーシの巨像 (1941年/The Colossus of Maroussi)。ギリシア紀行
  - 幾野宏訳　新潮社、1966（全集8）
  - 金澤智訳、ミラー・コレクション5 水声社 2004
- 冷暖房完備の悪夢 (1945年/The Air-Conditioned Nightmare)。文明紀行批評
  - 「冷房装置の悪夢」大久保康雄訳、新潮社、1954（のち全集9）
  - 金澤智訳、ミラー・コレクション12 水声社 2019
- 追憶への追憶 (1947年/Remember to Remember)。回想録
  - 飛田茂雄訳 新潮社 1968（全集10）
  - 「友だちの本」中村亨・本田康典・鈴木章能訳、ミラー・コレクション14 水声社 2014
- わが読書 (1952年/The Books in My Life)
  - 田中西二郎訳　新潮社、1960（のち全集11）
  - 「わが生涯の書物」 本田康典ほか7名訳、ミラー・コレクション13 水声社 2014
- 性の世界(1940年/The World of Sex)
  - 吉田健一訳　新潮社、1953（のち全集12）
  - 殺人者を殺せ　金澤智・飛田茂雄・菅原聖喜訳　ミラー・コレクション10　水声社 2008。エッセイ・書簡集
- ビッグ・サーとヒエロニムス・ボッシュのオレンジ(1957年/Big Sur and the Orange of Hieronymous Bosch)
  - 田中西二郎訳、新潮社、1971（全集13）、文遊社 2012
- 黒い春 山崎勉ほか訳 ミラー・コレクション3　水声社 2004
- 迷宮の作家たち 木村公一訳、ミラー・コレクション9　水声社 2006。作家論集
- 三島由紀夫の死、ミラー・コレクション15 水声社 2017。エッセイ10篇
- 対話／インタヴュー集成、ミラー・コレクション16 水声社 2016。※以上がコレクション
- 暗い春　吉田健一訳　人文書院、1953、のち福武文庫
- ランボオ論　小西茂也訳　新潮社、1955
  - ローレンス論 宮本陽吉ほか訳  新潮社 1967（全集12）、作家論集
- 静かな日の情事（世界セクシー文学全集 第10）村上啓夫訳 新流社 1961
  - 改題「クリシーの静かな日々」 二見書房 1968
- わが生涯の日々 河野一郎訳　講談社 1971
- 北回帰線からの手紙 ガンサー・スタールマン編 中田耕治・深田甫訳 晶文社 1972
- 描くことは再び愛すること 飛田茂雄訳 竹内書店 1972
- ミラー＝ダレル往復書簡集　ロレンス・ダレル、中川敏・田崎研三訳 筑摩書房 1973
- 不眠症あるいは飛び跳ねる悪魔 吉行淳之介訳 読売新聞社 1975
- わが青春のともだち 田村隆一・北村太郎訳 徳間書店 1976
- わが愛わが彷徨 村上香住子訳 創林社 1979
- ヘンリー・ミラー絵の世界 久保貞次郎・荒地かおる編 叢文社 1980
- ロレンスの世界 熱烈な評価 大谷正義訳 北星堂書店 1982
- ヘンリー・ミラーのラブレター　ホキ・徳田への愛と憎しみの記録 江森陽弘訳、講談社、1982
- 画家ヘンリー・ミラー 好きなように描いて幸せに死ね 富士川義之訳 福武書店 1983
- オプス・ピストルム '30年代パリの性的自画像 田村隆一訳 富士見ロマン文庫 1984
- 絵画の魔術師ヘンリー・ミラー 久保貞次郎・野坂昭如編 講談社 1990
- モロク 山形浩生訳 大栄出版 1994
- クレイジー・コック 谷村志穂訳 幻冬舎 1997
- 母、中国、そして世界の果て 生田文夫訳 エディション・イレーヌ 2004
- 回想するヘンリー・ミラー トゥインカ・スィーボード編 本田康典・小林美智代・泉澤みゆき訳 水声社 2005
- ヘンリーからアナイスへ 小林美智代訳 鳥影社 2005
- 銅版画 散文詩 ロジャー・ジャクソン編 中島登訳 パンセ・ライブラリー 2007

## 伝記・作家論集
- メアリー・V・ディアボーン『この世で一番幸せな男　ヘンリー・ミラーの生涯と作品』室岡博訳、水声社、2004年
- 『ヘンリー・ミラーを読む』本田康典・松田憲次郎編、水声社、2008年
- 小林美智代『ヘンリー・ミラーの文学　愛の欠落から追求へ』水声社、2010年
- 本田康典『『北回帰線』物語　パリのヘンリー・ミラーとその仲間たち』水声社、2018年
- 筒井正明『ヘンリー・ミラーとその世界』南雲堂、1973年 - 以下は旧版
- 『ヘンリー・ミラー 現代作家論』大久保康雄編、早川書房、1980年